# Eleição municipal de Nova Iguaçu em 2000
A eleição municipal de Nova Iguaçu ocorreu no dia 1º de outubro de 2000 para a eleição de 1 (um) prefeito, 1 (um) vice-prefeito e 21 (vinte e um) vereadores para a administração da cidade. A eleição foi decidida em primeiro turno na qual o então prefeito Nelson Boriner, do Partido da Social Democracia Brasileira, alcançou a maioria absoluta dos votos válidos e foi reeleito com 61,35%, seguido de Sheila Gama, do PDT, com 25,06% dos votos. Oficialmente, cinco candidaturas a prefeito foram realizadas, dos seguintes partidos: PDT, PSDB, PTB, PSTU e PT.
Em abril de 2002, Bornier renunciou ao mandato de prefeito para se candidatar a Deputado Federal nas eleições daquele ano. Em seu lugar, o vice-prefeito Mário Marques, do PMDB, assumiu o cargo.
O processo eleitoral para ocupar o cargo de vereador teve como mais votado o candidato Rogério Martins Lisboa, do Partido Liberal, com 6.823 votos – quase 2% dos votos válidos.

## Candidatos
|  | Nº | Candidato(a) a prefeito | Candidato(a) a prefeito                                    | Candidato(a) a vice-prefeito                            | Coligação |
|  | -- | ----------------------- | ---------------------------------------------------------- | ------------------------------------------------------- | --- |
|  | 12 |                         | Sheila Gama (PDT) Sheila Chaves Gama de Souza              | João Nunes dos Santos (PL)                              | Majoritária Frente Democrática - Partido Democrático Trabalhista (PDT) - Partido Verde (PV) - Partido Comunista do Brasil (PCdoB) - Partido Social Cristão (PSC) - Partido Liberal (PL) - Partido Socialista Brasileiro (PSB) - Partido da Mobilização Nacional (PMN) - Partido Social Trabalhista (PST) |
|  | 13 |                         | Adeilson do PT (PT) Adeilson Ribeiro Telles                | José Renato Rodrigues (PCB) José Renato André Rodrigues | A Cidade para Todos - Partido dos Trabalhadores (PT) - Partido Comunista Brasileiro (PCB) |
|  | 14 |                         | Eduardo Gonçalves (PTB) Eduardo Henrique Folgado Gonçalves | José Roberto Barbosa (PTB) José Roberto Pinto Barbosa   | Sem coligação - Partido Trabalhista Brasileiro (PTB) |
|  | 16 |                         | Carlão (PSTU) Carlos Alberto Feliciano dos Santos          | Adjalmo Class (PSTU) Adjalmo Klein Class                | Sem coligação - Partido Socialista dos Trabalhadores Unificado (PSTU) |
|  | 45 |                         | Nelson Bornier (PSDB) Nelson Roberto Bornier de Oliveira   | Mário Marques (PPB) Mário Pereira Marques Filho         | Nova Iguaçu Melhor - Partido da Social Democracia Brasileira (PSDB) - Partido da Frente Liberal (PFL) - Partido Progressista Brasileiro (PPB) - Partido Social Liberal (PSL) - Partido Popular Socialista (PPS) - Partido Trabalhista do Brasil (PTdoB) - Partido dos Aposentados da Nação (PAN) - Partido Social Democrático (PSD) - Partido Geral dos Trabalhadores (PGT) - Partido da Social Democrata Cristão (PSDC) - Partido Renovador Trabalhista Brasileiro (PRTB) - Partido Trabalhista Nacional (PTN) - Partido da Reconstrução Nacional (PRN) - Partido Humanista da Solidariedade (PHS) - Partido de Reedificação da Ordem Nacional (PRONA) - Partido Republicano Progressista (PRP) - Partido do Movimento Democrático Brasileiro (PMDB) |

## Resultado da eleição para Prefeito
| 1º Turno 1 de outubro de 2000 | 1º Turno 1 de outubro de 2000 | 1º Turno 1 de outubro de 2000 | 1º Turno 1 de outubro de 2000 |
| Candidato(a)                  | Vice                          | Votação                       | Votação                       |
| Candidato(a)                  | Vice                          | Total                         | Porcentagem                   |
| ----------------------------- | ----------------------------- | ----------------------------- | ----------------------------- |
| Nelson Bornier (PSDB)         | Mário Marques (PPB)           | 204.713                       | 61,35%                        |
| Sheila Gama (PDT)             | João Nunes dos Santos (PL)    | 83.645                        | 25,07%                        |
| Adeilson do PT (PT)           | José Renato Rodrigues (PCB)   | 28.520                        | 8,55%                         |
| Eduardo Gonçalves (PTB)       | José Roberto Barbosa (PTB)    | 15.897                        | 4,76%                         |
| Carlão (PSTU)                 | Adjalmo Class (PSTU)          | 896                           | 0,27%                         |
| Total de votos válidos        | Total de votos válidos        | 333.671                       | 100,00%                       |
| Votos apurados                |                               |                               |                               |
| Votos válidos                 | Votos válidos                 | 333.671                       | 89,77%                        |
| Votos em branco               | Votos em branco               | 12.657                        | 3,40%                         |
| Votos nulos                   | Votos nulos                   | 25.383                        | 6,83%                         |
| Total de votos apurados       | Total de votos apurados       | 371.711                       | 100,00%                       |
| Eleitores                     |                               |                               |                               |
| Comparecimento                | Comparecimento                | 371.711                       | 85,74%                        |
| Abstenções                    | Abstenções                    | 61.805                        | 14,26%                        |
| Total de eleitores            | Total de eleitores            | 433.516                       | 100,00%                       |

## Resultados para a Câmara de Vereadores de Nova Iguaçu
Esses foram os vereadores eleitos no processo eleitoral de 2000:
| Partido | Candidato                         | Votos | Qualificação eleitoral | Porcentagem Eleitoral | Coligação          |
| PFL     | Rogerio Martins Lisboa            | 6.823 | Eleito                 | 1,95                  | PSDB / PFL / PSL   |
| PMDB    | Maurício Morais Lopes             | 6.141 | Eleito                 | 1,59                  | PPB / PMDB         |
| PSDB    | Cândido Rodrigues dos Reis Filho  | 6.074 | Eleito                 | 1,40                  | PSDB / PFL / PSL   |
| PP      | Acarisi Ribeiro Guimarães         | 6.070 | Eleito                 | 1,39                  | PPB / PMDB         |
| PDT     | Iliobaldo Vivas da Silva          | 5.939 | Eleito                 | 1,02                  | PDT / PV / PC do B |
| PTB     | Daniel Eduardo da Silva           | 5.346 | Eleito                 | 1,32                  | (sem coligação)    |
| PL      | Rosângela de Souza Gomes          | 5.108 | Eleito                 | 1,63                  | PST / PL           |
| PMDB    | Antonio Araújo Ferreira           | 4.714 | Eleito                 | 1,51                  | PPB / PMDB         |
| PFL     | Maurílio de Oliveira              | 4.483 | Eleito                 | 1,84                  | PSDB / PFL / PSL   |
| PP      | José Francisco de Figueiredo      | 4.391 | Eleito por Média       | 1,58                  | PPB / PMDB         |
| PDT     | Alexandre Rezende Novaes          | 4.303 | Eleito                 | 1,33                  | PDT / PV / PC do B |
| PFL     | Jorge Marotte Corrêa              | 4.203 | Eleito                 | 1,04                  | PSDB / PFL / PSL   |
| PSDB    | Antonio Costanza Neto             | 4.157 | Eleito                 | 1,91                  | PSDB / PFL / PSL   |
| PSDB    | Carlos Alberto Curi Chambarelli   | 4.109 | Eleito                 | 1,77                  | PSDB / PFL / PSL   |
| PSDB    | Djair Bernardo Cabral             | 3.990 | Eleito por Média       | 1,43                  | PSDB / PFL / PSL   |
| PSDB    | Jorge Manuel Fernandes Pereira    | 3.948 | Eleito por Média       | 1,31                  | PSDB / PFL / PSL   |
| PTB     | Alexandre José Adriano            | 3.941 | Eleito                 | 1,29                  | (sem coligação)    |
| PDT     | Célio Arnaldo de Almeida Carreiro | 3.441 | Eleito                 | 0,98                  | PDT / PV / PC do B |
| PRONA   | Fernando Gomes Cid                | 2.915 | Eleito                 | 0,83                  | PHS / PGT / PRONA  |
| PT      | Carlos Roberto Ferreira           | 2.002 | Eleito                 | 0,57                  | PT / PCB           |
| PDT     | Manoelino Leôncio Teixeira        | 1.973 | Eleito por Média       | 0,56                  | PDT / PV / PC do B |